# Turniej (film)
Turniej (ang. The Tournament) – brytyjsko-amerykański thriller z gatunku akcja z 2009 roku, w reżyserii Scotta Mana. Wyprodukowany przez wytwórnię AV Pictures, brytyjskie studio Entertainment Film Distributors i amerykańskie studio Dimension Films.
Premiera filmu odbyła się 19 sierpnia 2009. Zdjęcia do filmu zrealizowano w Bułgarii, Los Angeles i Kalifornii w Stanach Zjednoczonych oraz hrabstwie Merseyside w Anglii w Wielkiej Brytanii, a okres zdjęciowy trwał od lipca do 7 września 2007.

## Opis fabuły
Raz na siedem lat odbywa się turniej, w którym udział bierze kilkudziesięciu płatnych zabójców świata. Ten, który przeżyje, dostaje 10 milionów dolarów oraz otrzyma tytuł numeru jeden wśród zabojców. Walki przyciągają bogatych hazardzistów.

## Obsada
Źródło: Filmweb
- Kelly Hu jako Lai Lai Zhen
- Ian Somerhalder jako Miles Slater
- Robert Carlyle jako Joseph Macavoy
- Ving Rhames jako Joshua Harlow
- Bashar Rahal jako Asaf Sadiq
- Scott Adkins jako Jurij Pietrow
- Andy Nyman jako technik Eddie
- John Lynch jako Faruk Samier
- Iddo Goldberg jako technik Rob
- Camilla Power jako Sarah Hunter